# Mélémé
Mélémé est une localité du Cameroun située dans l'arrondissement de Dargala, le département du Diamaré et la région de l’Extrême-Nord. Elle fait partie du lawanat de Wouro Zangui.

## Population
En 1975, la localité comptait 164 habitants, dont 127 Peuls et 37 Kéra.
Lors du recensement de 2005, on y a dénombré 316 personnes.